# Hanske Knap
Hanske Knap, Hazeke knap of Haaske Knap is een folkloristisch muziekinstrument uit de polderdorpen ten noorden van Antwerpen (vooral in België, maar ook in Nederland), in het bijzonder Berendrecht en Zandvliet. Hanske Knap wordt voorgesteld als een levend wezen en draagt een naam, dus is naast een muziekinstrument ook een personage uit de lokale folklore. Hij wordt gebruikt als begeleidingsinstrument en als collectebus bij het bedelzingen op verloren maandag.

## Bouw
Een Hanske Knap is een klepper gemaakt van een klomp, waarbij een deel van de zool los wordt gezaagd en terug aan de klomp wordt bevestigd met een stukje leer of een oude schoenzool. Met een touwtje vastgemaakt aan de zool van de klomp kan men de zool tegen de rest van de klomp laten kleppen, en dankzij de vorm van de klomp, die ook als klankkast dient, ontstaat er een hol, klappend geluid. Historisch werd de klomp dan met een konijnen- of hazenvel overspannen, maar tegenwoordig worden vooral beschilderde versies gebruikt. De kleppende zool doet denken aan een bek, en de klomp wordt dan ook vaak versierd als een dier met scherpe tanden en een lange sik. Hanske Knap lijkt sterk op de Knaptand uit Dendermonde, maar dan als handinstrument.

## Gebruik
Hanske Knap wordt gebruikt om te bedelzingen op verloren maandag. Verschillende groepjes gaan dan al zingend van deur tot deur, ritmisch begeleid door het kleppen van verschillende Hanskes Knap. Een bewoner die onder de indruk is van het lied, kan dan een muntje leggen in de opengesperde bek van Hanske Knap, maar als men niet tevreden is met het bedrag klapt zijn bek toe op de vingers van de bewoner. Een handige zanger kan een aantal muntjes balanceren in de hiel van de klomp, waardoor hij nog luider klinkt.

Het lied dat door de zangers gezongen wordt, bestaat in vele variaties. De variatie die uitgeschreven werd door het MIM gaat als volgt:
"Hanske knap, boven alle stuiverkes! 't Is om Hanskes boardjen af te doen. 't Is in giën zes, zeuven jaar miër afgedoan.  Ho Hans, ho Hans!  Steekt een duitjen in den Hans."

## Geschiedenis
De hanskeknaptraditie wordt voor het eerst beschreven in 1891, maar ze is ongetwijfeld veel ouder. Oorspronkelijk was de Hanske Knap een masker, bevestigd aan een grote zak waarde speler zich onder verstopte. ‘Hans’ werd beschreven als een wild beest. Hij werd aan een koord of ketting rondgeleid door zwartgemaakte zangers, gewapend met een stok. Na het zingen van een lied begon de Hans wild te springen en te razen, tot zijn begeleiders hem tot bedaren riepen met de uitroep: "Hou, Hans! Hou, Hans!" Daarna volgde het bevel "Hans, bidden!" waarop hij zijn muil opende. Daarin werd de gift gelegd: geld of voedsel zoals krentenbrood, worst, spek, ribbetjes of varkensoren en -poten. Op het commando "Hans, spuw uit!" liet de Hans de gift vallen in de hand van de geleider. Na de rondgang werd de buit bereid en opgegeten in een herberg. Rond 1900 waren de zangers meestal oudere jongens en mannen uit de arbeidersklasse. Vanaf de jaren 1920–1930 deden ook meisjes mee, en kwamen de deelnemers uit alle lagen van de bevolking. Toen kregen ze vooral geld of snoep.
In de loop van de 20e eeuw bleef de kostumering meer en meer achterwege. Vooral vanaf de jaren 1960 ging de traditie zienderogen achteruit. In 1989 telden we in Zandvliet nog een vijftal groepjes. Slechts enkele zangers hadden hun gelaat zwartgemaakt. Sommigen droegen nog de traditionele jutezak met een naar binnen geplooide punt als kap over het hoofd.
Tot een eind in de 20e eeuw was de traditie bekend in de Antwerpse Polderdorpen Lillo, Stabroek, Zandvliet en Berendrecht, en misschien ook in de Antwerpse Noorderkempen. Tegenwoordig bestaat de traditie enkel nog in Zandvliet en Berendrecht, waar ze ster geassocieerd wordt met voetbalploeg KFC Berendrecht Sport.